# Todo Mundo É Igual
Todo Mundo É Igual é o álbum de estreia do roqueiro brasileiro Beto Lee. Foi lançado em 2002 com o selo Abril Music.
A sonoridade do álbum é bem anos 70, e Beto Lee assina a autoria de nove das 12 faixas do CD, sendo a canção-título do álbum em parceria com Gabriel O Pensador, e "Maníaco" e "Quem avisa amigo é" em parceria com Itamar Assumpção. As 3 faixas não escritas por Beto Lee são: "Porta da Perdição", de Roberto de Carvalho, "Fuscão Preto", de Atílio Versuti e Jeca Mineiro, e "Me diz", do baterista de sua banda, Edu Salvitti.

## Faixas
| N.º | Título               | Compositor(es)                | Duração |  |
| 1.  | "Maníaco"            | Beto Lee e Itamar Assumpção   |         |  |
| 2.  | "Quem Avisa Amigo É" | Beto Lee e Itamar Assumpção   |         |  |
| 3.  | "Todo Mundo É Igual" | Beto Lee e Gabriel O Pensador |         |  |
| 4.  | "Provocação"         | Beto Lee                      |         |  |
| 5.  | "O Que Você Tem"     | Beto Lee                      |         |  |
| 6.  | "Me Diz"             | Beto Lee                      |         |  |
| 7.  | "Tanatofilia"        | Beto Lee                      |         |  |
| 8.  | "Alcatraz"           | Beto Lee                      |         |  |
| 9.  | "Mofodeu"            | Beto Lee                      |         |  |
| 10. | "Ceia De Natal"      | Beto Lee                      |         |  |
| 11. | "Porta da Perdição"  | Roberto de Carvalho           |         |  |
| 12. | "Fuscão Preto"       | Atílio Versuti e Jeca Mineiro |         |  |